# Cítoliby
Cítoliby är en köping i Tjeckien.   Den ligger i regionen Ústí nad Labem, i den nordvästra delen av landet, 50 km nordväst om huvudstaden Prag. Cítoliby ligger 237 meter över havet och antalet invånare är 953.
Terrängen runt Cítoliby är varierad. Runt Cítoliby är det ganska glesbefolkat, med 23 invånare per kvadratkilometer. Närmaste större samhälle är Louny, 2,9 km norr om Cítoliby. Omgivningarna runt Cítoliby är en mosaik av jordbruksmark och naturlig växtlighet.